# Людвигслуст (район)
Людвигслуст (нем. Ludwigslust) — бывший район в Германии, в составе земли Мекленбург-Передняя Померания. 
Упразднён в 2011 году в пользу новообразованного района Людвигслуст-Пархим. Центр района — город Лудвигслуст. Занимал площадь 2517 км². Население — 127 949 чел. Плотность населения — 51 человек/км².
Официальный код района — 13 0 54.
Район подразделяется на 89 общин.

## Города и общины
1. Бойценбург (10 779)
2. Хагенов (12 252)
3. Любтен (4 804)
4. Лудвигслуст (12 884)

Управления
Управление Бойценбург-Ланд
1. Бенгерсторф (590)
2. Безиц (512)
3. Бральсторф (778)
4. Дерзенов (514)
5. Грессе (662)
6. Гревен (844)
7. Ной-Гюльце (781)
8. Носторф (733)
9. Шванхайде (835)
10. Тельдау (899)
11. Тессин-Бойценбург (412)

Управление Дёмиц-Маллис
1. Дёмиц (3 338)
2. Гребс-Ниндорф (707)
3. Каренц (297)
4. Мальк-Гёрен (563)
5. Маллис (1 397)
6. Ной-Калис (2 081)
7. Филанк (1 454)

Управление Грабов
1. Балов (350)
2. Брунов (382)
3. Дамбек (326)
4. Эльдена (1 404)
5. Горлозен (573)
6. Грабов (6 189)
7. Карштедт (632)
8. Креммин (280)
9. Милов (462)
10. Мёлленбек (240)
11. Мухов (376)
12. Призлих (828)
13. Штезов (215)
14. Цирцов (462)

Управление Хагенов-Ланд
1. Альт-Цахун (402)
2. Бандениц (512)
3. Бельш (255)
4. Бобцин (307)
5. Брезегард-Пихер (360)
6. Гаммелин (508)
7. Грос-Крамс (205)
8. Хорт (617)
9. Хюльзебург (170)
10. Кирх-Езар (682)
11. Кусторф (811)
12. Морас (508)
13. Петов-Штеген (406)
14. Пихер (748)
15. Притцир (516)
16. Редефин (559)
17. Зетцин (529)
18. Штрокирхен (327)
19. Тоддин (530)
20. Варлиц (496)

Управление Лудвигслуст-Ланд
1. Альт-Кренцлин (829)
2. Брезегард-Эльдена (239)
3. Гёлен (415)
4. Грос-Лаш (1 065)
5. Лойссов (307)
6. Любессе (791)
7. Люблов (684)
8. Растов (2 007)
9. Зюльсторф (962)
10. Илиц (449)
11. Варлов (534)
12. Вёббелин (954)

Управление Нойштадт-Глеве
1. Бливенсторф (497)
2. Бренц (569)
3. Нойштадт-Глеве (6 882)

Управление Штралендорф
1. Дюммер (1 391)
2. Хольтузен (886)
3. Клайн-Роган (1 319)
4. Пампов (2 920)
5. Шоссин (276)
6. Штралендорф (1 483)
7. Варзов (668)
8. Виттенфёрден (2 791)
9. Цюлов (157)

Управление Виттенбург
1. Кёрхов (874)
2. Лезен (354)
3. Виттенбург (4 901)
4. Виттендёрп (3 072)

Управление Царрентин
1. Галлин (525)
2. Когель (609)
3. Люттов-Фаллун (800)
4. Феллан (2 844)
5. Царрентин-на-Шальзе (4 612)